# Gian Pietro Calasso
Gian Pietro Calasso (Firenze, 6 luglio 1937 – Roma, 8 gennaio 2023) è stato un regista, sceneggiatore e drammaturgo italiano.

## Biografia
Gian Pietro Calasso è nato a Firenze il 6 luglio 1937, primogenito del giurista Francesco Calasso e di Melisenda Codignola, figlia del pedagogista Ernesto Codignola. Gian Pietro Calasso è stato sposato con la violoncellista giapponese Tsugako Hayashi, morta prematuramente nel 1977. Dal 1992 era sposato con l'attrice e scrittrice Daria Morelli. Lo scrittore ed editore Roberto Calasso era suo fratello minore. 
Adolescente, decide che la sua vocazione è quella del teatro. Nel frattempo, la famiglia Calasso si trasferisce da Firenze a Roma dove Gian Pietro si diploma al liceo Torquato Tasso e si iscrive poi alla facoltà di Legge dell'Università La Sapienza, laureandosi in Diritto Romano. Nel frattempo è sempre più orientato verso lo spettacolo. Si iscrive alla scuola di recitazione di Alessandro Fersen si dedica allo studio del Metodo Stanislavskij, si specializza in mimo con Marcel Marceau e Roy Bosier, come ballerino con Alexander Sacharov, recita in vari teatri (fra cui il Teatro Olimpico di Vicenza, il Quirino di Roma, lo Schauspielhaus di Zurigo), e in tre film, l'ultimo dei quali americano come terzo protagonista (I nuovi angeli, I diavoli di Spartivento, Stranded). 

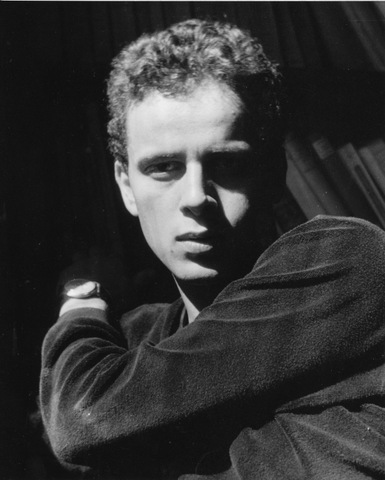
Gian Pietro Calasso attore

Come regista, fa i suoi primi passi come assistente volontario di Mario Monicelli nel film I compagni. A Londra incontra Franco Zeffirelli e diventa il suo aiuto nel Don Giovanni di Mozart al Covent Garden e in tutti spettacoli diretti da Zeffirelli nei due anni successivi, in Inghilterra e in Italia. Seguono a breve scadenza il suo matrimonio con la violinista giapponese Tsugako Hayashi e l'invito in America del Commonwealth Fund. Subito prima della partenza, Calasso, a 26 anni, ha l'occasione di debuttare nella regia nello spettacolo Oedipus Rex di Stravinskij. Luigi Squarzina, infatti, cui è stata commissionata la regia dal Teatro dell'Opera di Roma, lo fa firmare come co-regista nelle cinque successive messe in scena in America e in Italia.

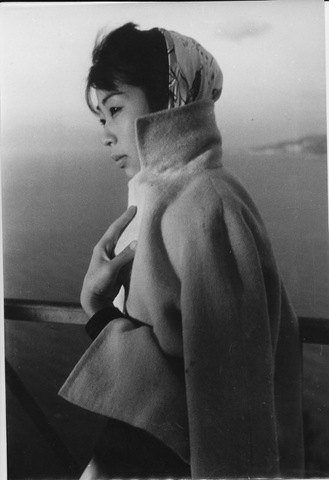
Tsugako Hayashi

Nel 1964 riceve la borsa di studio Harkness Fellowship of the Commonwealth Fund che consente a Calasso l'accesso a due prestigiose scuole e accademie dello spettacolo americano: La Drama school di Yale University e l'Actors Studio di Lee Strasberg. A Yale, Calasso incontra il drammaturgo giapponese Masakazu Yamazaki, autore di una pièce intitolata Zeami ispirata alla vita del leggendario fondatore del teatro Nō. I due giovani fanno amicizia e riescono a mettere in scena lo spettacolo alla Asia House Hall di New York (1965). La stampa giapponese commenta la messa in scena in modo molto favorevole ed è così che il nome del Calasso viene menzionato per la prima volta sui giornali di Tokyo. All'Actors Studio, dopo un periodo di adattamento, Calasso mette in scena prima Les Bonnes di Genet, e Krapp's Last Tape di Beckett, con una interpretazione di Warren Finnerty.

Calasso e Warren Finnerty

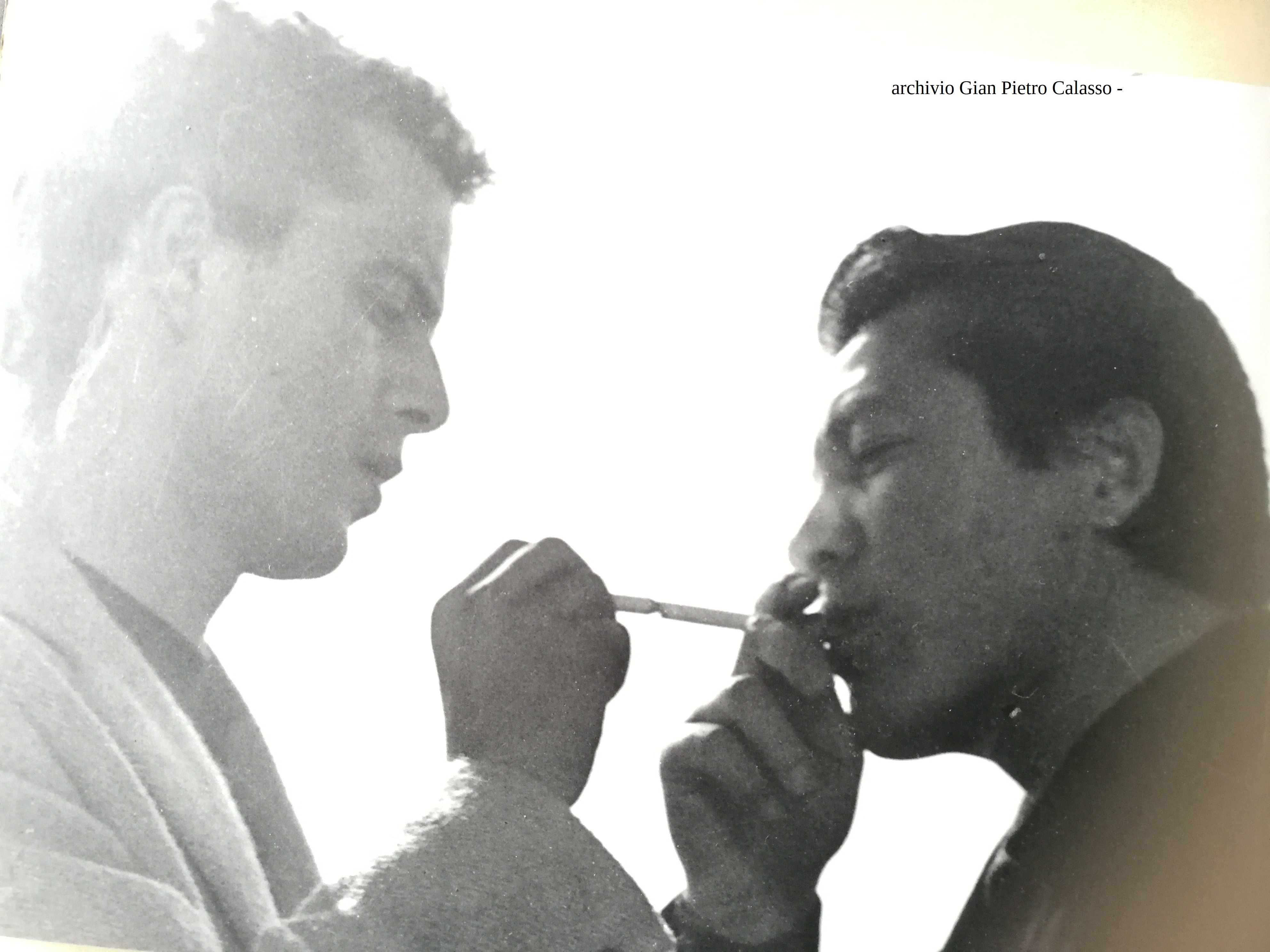
Calasso con l'attore giapponese Eiji Okada

Da New York, Gian Pietro e Tsugako partono per Tokyo dove il maestro Hideo Kanze lo invita a dirigere l'Enrico IV di Pirandello con la sua compagnia, in giapponese. Lo spettacolo riceve il Japanese Critic's Award fot the best direction in Japan for 1967. A seguito di questo successo di critica e di pubblico gli chiedono di rimanere a Tokio per la messa in scena di un altro spettacolo. Calasso sceglie Ubu Roi di Alfred Jarry, sempre in giapponese e con Eiji Okada. 

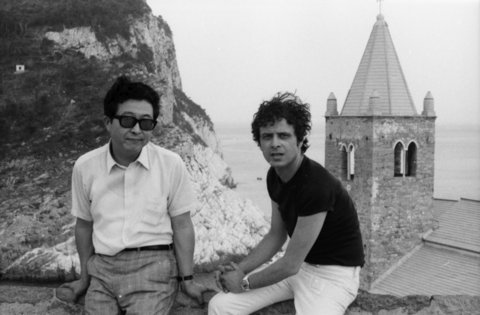
Calasso & Yamazaki

Subito dopo, Calasso si occupa di un film per la tv sull'assassinio dei fratelli Rosselli che lui stesso ha sceneggiato. Poi, sempre per il Maggio Musicale, il progetto di una messa in scena de L'imperatore Jones di O' Neill, con la partecipazione di una troupe di iniziati del woodoo guidati da Max Beauvoir. 
Dopo sei anni, durante i quali Calasso limita il suo lavoro per motivi familiari, prende il via il progetto di un trittico da I quarantanove racconti di Ernest Hemingway. Calasso, nel 1975, scrive le tre sceneggiature, ma, per ragioni produttive, vengono realizzate solo le prime due: I Killer e L'invitto. Segue, due anni dopo, Spia. Il caso Philby, ben documentato telefilm a puntate sulla vita e defezione nella Russia sovietica del celebre agente doppiogiochista. Quindi Winchester M2, da un racconto di Giorgio Scerbanenco, Fra un impegno televisivo e l'altro, Calasso fa anche il suo ritorno sul palcoscenico dell'opera lirica con una messa in scena della Mavra di Stravinskij concepita e realizzata come lo spettacolo di un teatro di burattini, e insegna come professore associato alla Università D'Annunzio.
Segue nel 1982 il ritorno sul set con L'enigma Borden, ricostruzione drammatizzata per gli studi televisivi dell'irrisolto delitto americano, e Patto con la morte, un film televisivo a puntate con Luc Merenda e William Berger. In questo periodo incontra Daria D. Morelli, che sarà la sua modella e seconda moglie.
Firma con la Rai contratti per una serie di cinque sceneggiature e altrettante regie, e dirige i primi due film: Cambiamento d'aria (con Jean Desailly, Marina Suma, Linda Christian, e L'avvoltoio sa attendere (con Donald Pleasence e Michela Rocco di Torrepadula). Con il progetto, Calasso intende creare una televisione simile alla HBO americana che sia competitiva con il cinema, ma la collaborazione con la Rai è per lui deludente e così nel 1992, insieme a Daria, lascia l'Italia e si trasferisce a Los Angeles. Qui insegna alla UCLA e all'American Film Institute.
Nel 2002 esce per Leonardo Arte il volume di fotografie "Narcissus' Eros L'Eros di Narciso". Calasso, con uno stile cinematografico, reinterpreta e attualizza il mito greco di Narciso, il cui protagonista non è il bellissimo adolescente della leggenda, ma una giovane donna dei nostri tempi ipnotizzata dalla sua immagine riflessa nello specchio e guidata dalla sue pulsioni inconsce nel labirinto della sua stessa psiche.
Nel 2003, in seguito alla morte della madre e successivi problemi familiari, suo malgrado Calasso è costretto a tornare dagli Stati Uniti a Roma. Grazie al "rientro dei cervelli" viene invitato dalla Sapienza - Università di Roma a ricoprire la cattedra di "Regia digitale". Parallelamente all'insegnamento, dal 2004 al 2009 si dedica alla ricerca e a pubblicazioni artistiche e scientifiche.
Nel 2009 Calasso raccoglie in un libro fotografico gli innumerevoli scatti fatti durante il periodo vissuto a Los Angeles. Nasce così il libro "Los Angeles now here-nowhere" edito da De Luca Editori d'Arte, con introduzione di Ennio Morricone. Il sottotitolo, un gioco di parole il cui significato ambivalente di "Ora qui - Da nessuna parte" esprime il fascino ambiguo e pericoloso della favolosa capitale del cinema, della moda, delle celebrità, delle avventure e del successo, sorta come un miraggio sotto il sole del deserto. Il volume è una nuova, unica forma di ibrido fra narrativa e fotografia drammatizzata, protagonista un'attraente fotomodella. Nello stato di coscienza alterata del dormiveglia, nella memoria della giovane, la realtà si fonde con la fantasia, e i ricordi del passato con la precognizione del futuro. Tramite una fotografia visionaria e spettacolare, l'opera si propone come simbolo di tutta la società, cultura, civiltà americana, con le sue razionalizzazioni e follie, ricchezze e povertà, utopie e allucinazioni, successi e fallimenti, ottimismo e disperazione, capacità di sopravvivenza e impulsi autodistruttivi.
Tornato alla saggistica, Calasso scrive Lo spettacolo come il sogno e il gioco della società, edito dalla casa editrice dell'Università La Sapienza di Roma. Il libro sostiene la tesi che, nel corpo sociale, lo spettacolo espleti le stesse fondamentali funzioni biologiche del sogno e del gioco infantile nell'individuo.
In seguito, stimolato dal nuovo incontro col vecchio amico e collaboratore Giorgio Albertazzi, tra il 2010 e il 2011 Calasso si dedica a scrivere e pubblicare il dramma teatrale La trasmissione segreta del fiore, nel quale il fantasma di Zeami fa visita a Giorgio Albertazzi per discutere il mistero e il futuro dell'arte della recitazione. Il testo è corredato dalla dettagliata descrizione di una innovativa scenografia e regia digitale. 
Mentre, nel saggio Alla ricerca della giustizia perduta, Calasso  esprime una critica radicale alla vigente concezione e attuazione della giustizia e ne propone una rivoluzionaria riforma.
Nel 2022 contribuisce, insieme ad altri autori, a "Bazleniana" edito da Acquario Edizioni, con la propria testimonianza intitolata "Tutto lusso o tutta povertà" in ricordo del suo indimenticabile amico e mentore RobertoBazlen.
Dedica il tempo alla lettura e alla stesura di racconti finora inediti. 

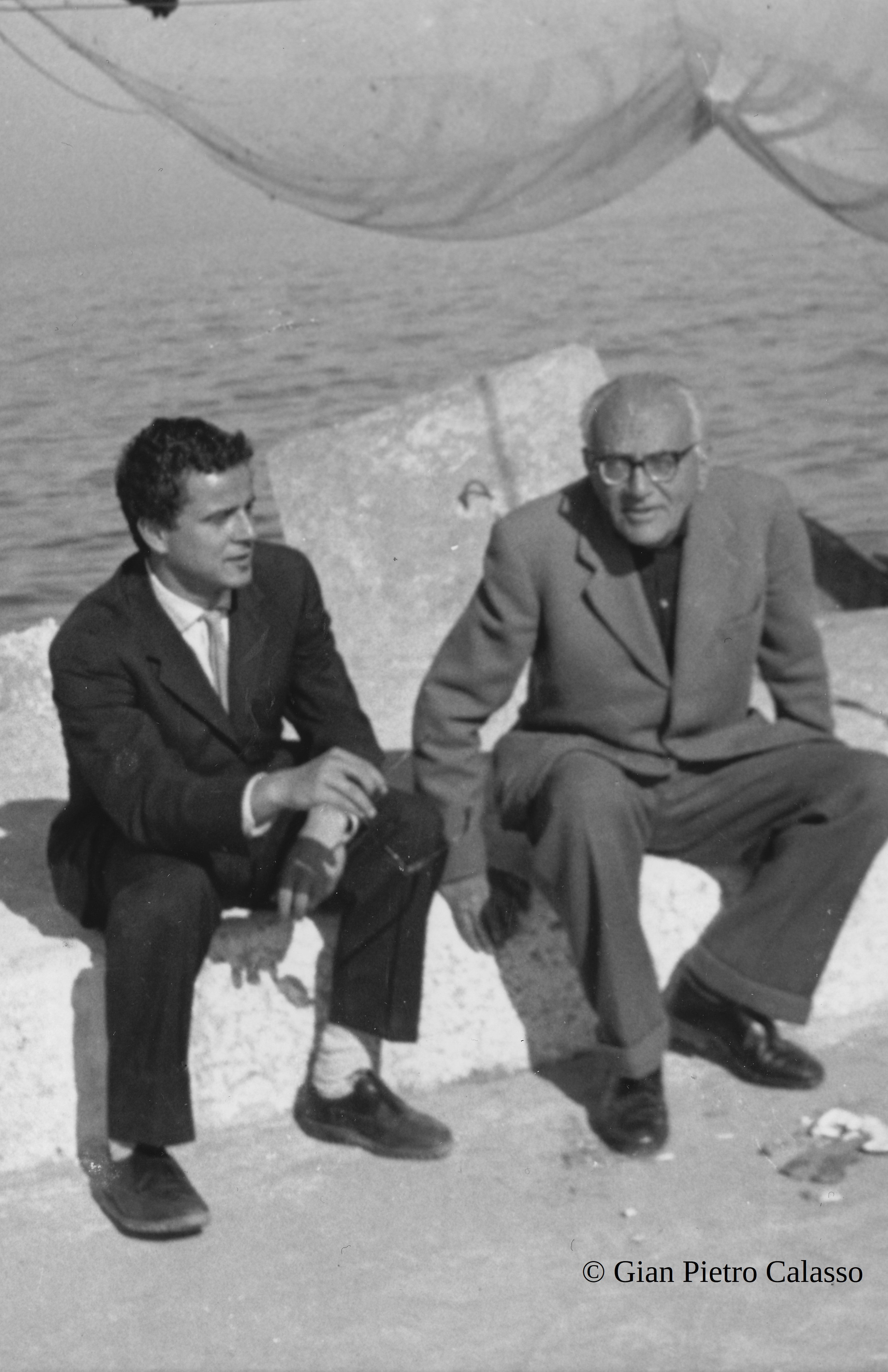
Calasso e Bazlen

È deceduto nella sua casa di Roma l'8 gennaio 2023 all'età di 85 anni.

## Filmografia

### Regista
- Ipotesi su un omicidio (1971)
- Indagine su una rapina (1972)
- I killer (1975)
- L'invitto (1975)
- Spia - Il caso Philby (1977)
- Winchester M2 (1979)
- Patto con la morte (1982)
- L'enigma Borden (1982)
- Cambiamento d'aria (1991)
- L'avvoltoio sa attendere (1991)

### Sceneggiatore
- Ipotesi su un omicidio (1970)
- Indagine su una Rapina (1972)
- Zustiscia Mala (1972)
- L'assassinio dei fratelli Rosselli (1973)
- I killer (1974)
- L'invitto (1975)
- Spia - Il caso Philby (1977)
- Winchester M2 (1978)
- L'alibi (1979)
- Patto con la morte (1980)
- L'enigma Borden (1982)
- L'hai voluto tu (1983)
- Cambiamento d'aria (1990)
- L'avvoltoio sa attendere (1990)
- Morte a contratto (1991)
- Requiem per voce e piano (1991)

### Attore
- I nuovi angeli, regia di Ugo Gregoretti (1962)
- I diavoli di Spartivento, regia di Leopoldo Savona (1963)
- Stranded, regia di Juleen Compton (1965)

## Teatro

### Regista
- Le serve - Actors Studio, New York (1965)
- Zeami - Asia House Hall, New York (1966)
- L'ultimo nastro di Krapp - Actors Studio, New York (1966)
- Enrico IV - Jiyugekijo Theater, Tokyo (1967)
- Re Ubu - Compagnia Dai-ichi Seimei, Tokyo (1967)
- Le Voci dell'India - San Marino (1967)
- Due atti in forma di chiave - Roma (1967)
- Il pellicano, di August Strindberg - Teatro Stabile dell'Aquila - Milano e tournée (1968)
- Zeami - Firenze - Maggio Musicale (1971)
- Oedipus Rex, di Igor Stravinskij, co-regia con Luigi Squarzina. Scene e costumi di G. Manzù. Dopo il debutto al Teatro dell'Opera di Roma (1964), Calasso ha ulteriormente diretto quattro successive versioni dell'opera alla Lyric Opera di Chicago (1968), al Teatro Comunale di Firenze (1970), e di nuovo all'Opera di Roma nel 1972 e nel 1979.
- Mavra, di Igor Stravinskij, al Teatro Comunale di Firenze (1976).

### Attore
Calasso ha recitato ne Il malato immaginario di Molière diretto da Alessandro Fersen, al Teatro Olimpico di Vicenza e nel mimodramma La macchina dell'oro scritto e diretto da Roy Bosier al Schauspielhaustheater di Zurigo e al Quirino di Roma.
Ballerino nel Concert champêtre di Francis Poulenc, con la coreografia di Aleksandr Sakharov, al Teatro dei Rinnovati di Siena.

## Altre attività

### Regie radiofoniche
- Un giorno come domenica - (1968)
- Casa bruciata - (1968)
- Biografia - (1969)
- Polvere di porpora - (1970)
- Bastone di zucchero - (1970)

### Attività fotografica
Nel 1997 duecento sue fotografie sono state acquistate dal Paul Getty Museum di Los Angeles.
Tra il 2002 ed il 2010 ha realizzato due libri fotografici, Narcissus' Eros / L'eros di Narciso e Los Angeles – Nowhere, Now Here.

## Riconoscimenti
A livello internazionale Calasso ha ottenuto due premi: l'uno come sceneggiatore al MystFest per il film Patto con la morte, e il secondo come premio della critica giapponese per la messa in scena, dell'Enrico IV di Luigi Pirandello a Tokyo. Ha ottenuto la cittadinanza americana come "outstanding international personality".

## Pubblicazioni

### Fotografia
- Narcissus' Eros / L'Eros di Narciso - Leonardo Arte, Mondadori (2002)
- Los Angeles nowhere - now here - De Luca Edizioni D'Arte (2009)

### Drammaturgia
- Adriano - Pubblicato dalla Università G.D'Annunzio (1990).
- Viaggio al paradiso - Pubblicato dalla Università G. D'Annunzio (1990).
- La trasmissione segreta del fiore Edizioni Nuova Cultura (2012).

### Saggistica
- Appunti sul concetto di Felicitas - Atene e Roma, Nuova Serie, VII, N.1 (1962)
- Il Teatro più moderno - Ed Il Ponte, N.2, La Nuova Italia Editrice, Firenze (1981).
- Teatro teatrale e attore virtuoso - Il Ponte, Anno XLII, Vallecchi (1986).
- Ipotesi sulla natura del comico - La Nuova Italia Editrice, Firenze (1992).
- Lo spettacolo come il sogno e il gioco della società – edito dall'Università La Sapienza (2006).
- Dall'inferno a Hollywood, DM Edizioni, 2018.
- "Tutto lusso o tutta povertà", in: Bazleniana, Acquario, Torino, 2022, pp. 99-115.

### Traduzioni
- La Principessa Aoi - Traduzione dal giapponese classico, con introduzione e note, dell'omonimo dramma Nō (1970).
- Zeami - Traduzione dal giapponese moderno dell'omonimo dramma in cinque atti di Masakazu Yamazaki (1971).
- Robert A. Niesbet - La Tradizione Sociologica. La Nuova Italia Editrice, Firenze (1977)
- Toru - Traduzione dal giapponese classico, con introduzione e note, dell'omonimo dramma Nō. Quadrifluus Amnis, Pubblicazione dell'Università G. D'Annunzio, Chieti (1987)
- Theodore Sturgeon - Cristalli sognanti - Ed. gli Adelphi (1997)